# David Parry (dirigent)
David Parry (* 23. března 1949) je anglický dirigent, známý především z oblasti opery. Je popisován jako „divadelní muž, s nímž režiséři rádi pracují, umí to dobře s zpěváky, zná britský operní svět. Je vášnivý obhájce opery v angličtině." Jeho práce zahrnuje rozsáhlou diskografii kompletních nahrávek zřídka prováděných operních děl vydaných na labelu Opera Rara a Chandos, jako stejně jako skladby se známými britskými a evropskými orchestry. Parry je také členem podpůrného personálu Cardiff International Academy of Voice.